# Get Out of Your Own Way
«Get Out of Your Own Way» es una canción del grupo de rock irlandés U2, la cuarta pista del álbum Songs of Experience.
Se trata de un tema cuya letra, escrita por Bono, va dirigida a sus propios hijos. Musicalmente, se trata de una composición con aspiración a convertirse en himno para directos en grandes estadios, al estilo de “Beautiful Day”.
El grupo la tocó por primera vez en directo en un concierto en Trafalgar Square el 11 de noviembre de 2017, veinte días antes de que el álbum saliera a la venta.

## Créditos
- Bono, letra, voz
- The Edge, guitarra, segunda voz
- Adam Clayton, bajo
- Larry Mullen Jr., batería, percusión
- Ryan Tedder, producción
- Steve Lillywhite, coproducción
- Brent Kutzle, coproducción
- Jolyon Thomas, coproducción
- Jacknife Lee, producción adicional